# Percey
Percey település Franciaországban, Yonne megyében. Lakosainak száma 248 fő (2022. január 1.). Percey Les Croûtes, Flogny-la-Chapelle, Villiers-Vineux, Jaulges és Butteaux községekkel határos.

## Népesség
A település népességének változása:
| Lakosok száma | 246  | 242  | 251  | 252  | 251  | 250  | 248  | 248  | 248  |
|               | 2013 | 2015 | 2016 | 2017 | 2018 | 2019 | 2020 | 2021 | 2022 |